# Entedon leucopus
Entedon leucopus är en stekelart som beskrevs av Johan Wilhelm Dalman 1820. Entedon leucopus ingår i släktet Entedon och familjen finglanssteklar.
Artens utbredningsområde är Sverige. Inga underarter finns listade i Catalogue of Life.